# Zénith d'Orléans
Zénith d'Orléans es un pabellón multiusos localizado en la ciudad de Orleans (Francia). Tiene una capacidad de 5338 en modo basket y de 6900 para conciertos. Aunque el edificio alberga principalmente conciertos, es una de las casas del equipo de baloncesto profesional Entente Orléanaise, junto al Palais de Sports.